# 낙천군
낙천군 이온(洛川君 李縕, 락천군 리온, 1720년 11월 26일(음력 10월 21일 - 1737년 9월 28일)은 조선 시대 후기의 왕족 종실이며 숙종의 서자(庶子)인 연령군의 양자이며 경종, 영조의 조카이다. 낙천군 이온의 경우 본래는 조선 선조의 서 6대손으로, 생부는 선조의 아홉째 서자였던 경창군 이주(慶昌君 李珘)의 5대손 이채(李埰)이다. 가계상 남연군의 할아버지뻘, 흥선대원군의 증조부뻘이 된다. 초명은 수신(守愼), 자는 온중(蘊仲)이다.
원래 조선 선조의 아홉번째 서자 경창군의 6대손이었으나, 아들 없이 사망한 연령군의 사후 양자가 되었다. 그러나 그도 아들이 없이 사망하였다. 일설에는 은신군(사도세자의 서2남)이 그의 제사 받들기를 꺼렸다는 풍문이 나돌았으나, 은신군은 죽은 뒤에 1777년 이복형 정조에 의해 연령군의 봉사손이 되었다. 관직은 수덕대부(綏德大夫)에 이르렀고, 부인은 서종수(徐宗秀)의 딸이다. 호적상 흥선대원군의 증조부가 된다.

## 생애

### 초기 활동
1720년(숙종 46) 11월 26일 한성부에서 조봉대부 권지승문원부정자(權知承文院副正字)와 홍문관정자를 지낸, 왕족 출신 문신 이채와 그의 부인인 승지, 한성부우윤을 지낸 유만중(柳萬重)의 딸 진주유씨(晉州柳氏)의 아들로 탄생하였다. 처음 이름은 수신(守愼)이었다. 그는 본래 선조의 아홉째 서자 경창군 주(慶昌君 珘)의 후손으로, 한때 임해군의 양자로 지목되었던 창원정(昌原正) 증 창원군 이준(贈昌原君 李儁)의 5대손이다.
숙종의 서자인 연령군의 양자로 지목된 상원군 이공이 후사가 없이 사망하자 파양되고, 그가 연령군의 양자가 되었다. 낙천군은 본래 권지·승문원부정자(權知承文院副正字)를 지낸 이채의 아들로, 선조의 아홉째 서자 경창군 이주의 7대손이다. 창원정(昌原正)으로 사후 군으로 추봉된 창원군 준(昌原君 儁)과 청평도정(清平都正) 증 청평군 전(贈清平君 洤)의 후손이고, 왕족으로서의 예는 증조부 서천군 황(西川君 榥)에서 끝났다. 할아버지 이정숙(李廷熽)은 경기도 교하현감을 지냈다. 후에 현감을 지내고 증 이조참판에 추증된 달성 서씨 서종수(徐宗秀)의 딸과 가례를 올렸다.
그의 초기 생애에 대한 기록은 미상이다. 연령군과 그의 강화부유수 겸 진무사(鎭撫使)를 지낸 김동필(金東弼)의 딸 상산군부인 김씨는 자녀가 없었다. 이온의 나이 13살 때에 영조의 명령으로, 연령군 훤의 양자로 입양되고, 이름을 수신(守愼)에서 온으로 개명한 뒤, 한성부 북부 안국방(北部 安國坊)으로 이사하였다. 그가 출계한 후 생모 진주유씨의 청으로, 생부 이채는 어머니 삼촌 이기(李垍)의 아들을 사후양자로 들였다.
이후 영조는 한성부 북부 안국방(安國坊) 13통 6호에 사저를 마련해주었다. 이후 그의 양손자 남연군이 안국동에 거주하였고 흥선대원군이 태어났으며, 한동안 그의 후손들이 안국동 근처에서 터를 잡고 거주하게 되었다. 1734년(영조 10) 11월 30일 그는 승헌대부(承憲大夫)에 임명되고, 법전에 의해 승습되어 군에 봉작되었다. 1734년 12월 18일 오위도총부 도총관(都摠管)에 제수되었다.

### 입양 이후
1735년(영조 11) 1월 25일 숭헌대부(崇憲大夫)에 가자되고, 이해 4월 5일 행 오위도총부 부총관(副摠管)을 거쳐 윤4월 17일 다시 도총부 도총관(都摠管)이 되었다.
1736년(영조 12) 2월 29일 가덕대부(嘉德大夫)에 가자되고, 이해 8월 15일 수덕대부(綏德大夫)로 승진했다. 그해 영조의 특명으로 시직(侍直) 김치만(金致萬)의 딸과 가례를 올리게 하였으나, 상신 홍치중(洪致中)의 손자와 약혼한 사이여서 거절당하였다. 그러자 영조는 그해 11월 29일 김치만을 체포였으나, 김치만이 끝내 반대하므로 김치만을 삭탈관직했다. 영조는 대신 자신의 처가 일족으로 감역과 별제를 지낸 달성서씨 서종수(徐宗秀)의 딸과 가례를 올리게 하였다. 그러나 서종수도 처음에 거절하므로, 영조는 서종수를 투옥시킨뒤 엄명을 내려 종부시로 하여금 날짜를 정해 1737년(영조 13년) 4월 결혼시켰다. 바로 서종수는 별제로 진급하였고, 이후 통정대부 서흥현감에 이르렀다. 서종수는 선조와 인빈 김씨 소생 서장녀 정신옹주의 증손자였고, 낙천군과는 친가 쪽으로도 정신옹주와 경창군이 이복 남매간이라 서종수가 8촌 할아버지뻘이었고, 입양된 양가 쪽으로도 정원군이 정신옹주의 동복 친오빠라서 서종수가 8촌 할아버지뻘이 되었다.
그러나 낙천군은 1737년(영조 13) 9월 28일에 병으로 별세하였다. 당시 낙천군의 나이는 요절 17세였다. 후일 그의 제사를 모시는 문제를 놓고 논란이 발생했으나 가계상 그의 양손자뻘인 남연군의 후손들이 제사를 지내고 있다. 그해 10월 풍덕군 두릉곡(杜陵谷)에 장사하였다.

### 사망 직후
1737년 10월 경기도 풍덕군 흥교동(興敎洞) 두릉곡(杜陵谷) 축좌(丑坐) 언덕에 장사지냈으나, 땅을 파던 중 갑자기 변고가 발생하여 첫 장지의 위치를 바꾸게 되었다. 결국 점을 친 끝에 그해 10월 26일 풍덕군 흥교동 두릉곡 신좌(辛坐) 언덕에 안장하였다. 묘비는 1764년 4월 김광진이 비문을 지고 신광수가 글씨를 써서 비석을 세웠다. 뒤에 경기도 금천현 번당리(衿川縣 樊塘里; 현 서울특별시 동작구 대방동) 양아버지 연령군 훤, 양조모 명빈 박씨 묘소 근처로 이장되었다.

### 사후
1747년 9월 4일 영조는 덕흥대원군가의 동돈녕 이형종(李亨宗)의 둘째 아들 이철해(李喆楷)를 이영(李泳)으로 개명하고 달선군에 봉한 뒤 낙천군의 사후양자로 입양시켰다. 그러나 달선군이 후손없이 사망하면서 파양되었다. 이후 정조에 의해 은신군을 연령군의 제사를 받들게 했으나 낙천군의 양자로 확정하지 않아 논란이 되기도 했다.
뒤에 경기도 풍덕군 흥교면 영정리(후대의 개풍군)로 이장되었다가, 1764년(영조 40년) 풍덕군 흥교면 흥교동 건좌(乾坐)로 이장하였다. 1773년(영조 49) 음력 윤 3월 25일 경기도 금천현 하북면 번당리(衿川縣 下北面 樊塘里; 현 서울특별시 동작구 대방동) 연령군묘 근처로 다시 이장되었다. 후일 금천현은 경성부에 편입되어 번대방정이 되었다. 1940년 경성부가 구역정리사업을 할 때 충청남도 예산군 덕산면으로 이장하였고, 낙천군과 그의 양부 연령군의 묘, 양조모 명빈박씨 묘가 있던 신길7동에는 대방초등학교가 건립되었다. 뒤에 1940년 연령군의 묘소는 양증손자 남연군 묘소가 있는 충청남도 예산군 덕산면으로 이장되었고, 1940년 10월 29일 낙천군의 묘소는 경기도 양주군 미금면 이패리 왕자궁부락 야산, 은신군내외 묘소 및 숙빈 임씨의 묘소가 있던 곳 근처로 이장되었다.
그뒤 1967년 경기도 남양주군 화도면 창현리 흥선대원군 묘소 근처로 이장되었으며, 2001년 연령군 후손들의 묘소를 화장하여 납골당에 안장할 때 일괄 화장되어, 흥선대원군 묘소 건너편의 납골묘 흥친왕과 은신군의 옆자리에 안장되었다.
낙천군을 가계상 선조로 보느냐 여부는 오랫동안 논쟁이 되어 왔다. 1907년 발행된 선원속보까지만 해도 연령군 계후 은신군이라 칭했고, 남연군 가문의 약력이나 묘비명, 지석 등에는 사도세자의 차남 혹은 별자 은신군의 자손임을 강조하여, 연령군이 아닌 사도세자를 강조하는 등 남연군가문 내부에서도 명확한 의견일치가 되지 않았다. 일단 낙천군 내외의 생,기일 제사는 남연군의 후손들이 받들어오다가 20세기 이후에도 한동안 사도세자를 강조하였다. 1910년 이후 낙천군을 가계의 선조로 보기 시작했다.
비석은 1764년(영조 40년) 4월 세워졌다. 글귀는 김광진(金光進)이 짓고, 글씨는 신광수(申光綏)가 썼다. 비석과 석물은 2005년 1월 은신군, 흥친왕 등 후손들의 묘비와 함께 서울역사박물관에 기증되었다.

## 논란

### 봉사 문제
1747년(영조 23) 9월 4일 영조의 명으로 도정궁(都正宮) 사손(嗣孫) 동지돈녕부사를 지낸 이형종(李亨宗)의 둘째 아들 이철해(李喆楷)를 사후 양자로 정해, 이영(李泳)으로 이름을 바꿔 달선군(達善君)으로 봉하고, 낙천군의 양자로 삼았다. 그러나 달선군 영이 후사 없이 자살하면서 후사 논란이 발생한다.
1750년(영조 26) 3월 14일 낙천군(洛川君) 이온(李縕)의 계자(繼子)인 달선군(達善君) 이영(李泳)을 파양(罷養)하여 본가로 돌려보냈다. 낙천군은 숙묘의 왕자 연령군(延齡君)의 계자인데, 일찍 죽고, 부인 서씨(徐氏)는 투기가 심하여 영과 그 아내 신씨(愼氏)를 괴롭히니, 달선군 영이 참다못해 약을 먹고 죽었다.
낙천군 부인 서씨가 상언(上言)하여 파양을 청하니, 영조가 하교하기를, “서로 헐뜯고 이간하여 어머니는 어머니답지 못하고 아들은 아들답지 못하며 며느리는 며느리답지 못하니, 엄히 사핵할 일이다. 그러나 결국 증거가 없으니 어떻게 사핵하겠는가? 그 어머니가 이미 소장(訴狀)을 올렸으므로 그대로 봉사하게는 할 수 없으니, 파양하여 본가로 돌려보내라. 아! 왕자의 봉사는 막중한 것이니, 형망 제급(兄亡弟及)의 예에 따라 봉사할 사람을 조용히 골라 정해야 한다.”하였다.

### 낙천군 파양 논란
정조가 은신군을 연령군의 봉사손으로 정했지만 확실한 계통정리를 하지 않았다. 순조 때 낙천군을 파양하여 본가로 돌려보내느냐, 그냥 두느냐 여부를 놓고 논란이 발생했다. 1819년 당시까지의 선원보에는 연령군의 양자로 낙천군이 등재되어 있었다. 그러나 낙천군이 생전에 연령군의 양자로 입양된 것과, 생전 연령군의 양자로서의 책무를 다한 것 등이 감안되어 낙천군을 파양하느냐에 대한 의견에 소극적으로 대응하였다. 명확한 답변을 내리기 곤란했던 순조는 일단 보류로 두라고 하였다.
낙천군을 어떻게 하느냐에 대한 논란은 정조 때부터 순조 때인 1819년(순조 19) 1월까지 문제가 되었지만, 그뒤 철종, 고종 때 승정원일기와 일성록 중 왕실의 가까운 근친 관련 부분을 대량으로 인멸, 세초해서 누군가에 의해 어떤 논의가 이루어졌는지는 알 수 없게 되었다. 1819년까지의 조선 왕실 족보 선원보략에는 낙천군이 연령군의 양자로 등재되었다. 그런데 1901년과 1907년의 선원보략에는 낙천군이 생부 경창군파인 생부 이채의 아래에 등재되었다. 이때 낙천군을 파양하여 본가로 돌려보낸다면, 낙천군이 연령군에게 입양된 뒤에 삼촌 이박의 아들들 중 한명으로 이채의 양자가 되어 살다가 이미 죽은 이유복(李有福)은 또 어떻게 하느냐를 두고 논란이 발생하였다.
선원보략에서도 기준이 명확하지 않아 장조의 아들 은신군으로 정한 선원보가 나오는가 하면 연령군 계후 은신군으로 정한 보략이 나오기도 했고, 남연군가문은 사도세자의 별자 혹은 삼자 은신군의 후손임을 의도적으로 강조했다. 한편 남연군가문의 일부 후손들은 인평대군의 후손임을 내세우기도 했다.

### 은신군 봉제사 논란
달선군 이영도 후사를 남기지 못하고 죽자 뒤에 연령군의 봉사손이 된 은신군이 낙천군의 제사 모시기를 주저했다는 견해가 있으나 은신군은 사후 연령군의 봉사손이 되었으므로, 확인된 바는 없다.
우선 낙천군 내외의 생일, 기일 제사는 남연군 가문에서 일단 받들었다. 또한 낙천군의 묘 또한 남연군의 후손들이 벌초하고 돌보았다. 우선 1819년(순조 19) 1월 낙천군 제사 받드는 것에 관한 문제가 나왔을 때는 낙천군이 연령군의 양자로 입양되었기 때문에 남연군과는 인연이 있다 고 보았다.
남연군의 후손들은 남연군 후손들의 묘비문이나 신도비 등을 쓸 때 사도세자의 아들 은신군의 후손임을 강조했었다. 남연군의 후손들은 1900년대 초까지만 해도 왕실 직계와 더 가까운 점을 강조하기 위해, 장조의 후손임을 강조하다가 20세기 이후에 연령군과 낙천군을 가계상 선조로 인정하기 시작하였다.

### 남연군 후손들의 사도세자 강조와 낙천군 회피
19세기까지만 해도 운현궁가에서는 자신들을 사도세자 또는 장조의 별자 은신군의 후손임을 강조하였다. 장조의 서차남 은신군이 연령군의 봉사손으로 정해졌지만 이는 은신군 사후에 정조에 의해서 결정된 것이다. 은신군도 아들이 없었으므로 인평대군의 6대손 진사 이병원의 차남 채중을 은신군의 양자로 사후입양하였다.
정조가 영조의 유지를 이유로, 은신군을 연령군의 후사로 정하면서 은신군 집안을 계승하는 사람이 연령군가의 제사를 지내게 되었다. 그러나 은신군의 양자인 남연군의 후손들은 연령군을 선조로 하지 않고, 사도세자를 강조했다. 1792년 편찬된 선원계보기략에도 은신군은 사도세자의 아들로 되어 있었고, 고종이 즉위한 뒤에 편찬된 선원보들도 사도세자의 자녀 항목에 은신군을 넣었으며, 출계(出系)라는 단어를 넣지도 않고 사도세자의 아랫 부분에 은신군의 이력을 기록하였다. 1892년 발행된 선원계보기략에도 은신군은 사도세자의 아들로 등재되었다.
남연군의 후손들은 1919년 5월에 세운 흥친왕 신도비와 이준용 신도비에도 여전히 장조의 아들 은신군을 강조했다. 1948년에 영선군 이준용의 신도비를 다시 세울 때도 융릉(장조)의 아들임을 강조했다. 남연군의 후손들은 19세기까지만 해도 낙천군의 생일, 기일 제사를 받들었지만, 연령군, 낙천군 대신 사도세자를 내세웠다. 그러다가 20세기에 와서 연령군, 낙천군도 선조로 인정하기 시작하였다.

## 가족 관계
- 양 조부 : 숙종(肅宗, 1661년 10월 7일(음력 8월 15일) ~ 1720년 7월 12일(음력 6월 8일))
- 양부 : 연령군 훤(延齡君 昍, 1699년 ~ 1719년)
- 양모 : 상산군부인 상주김씨(商山郡夫人 商州金氏, 1698년 ~ 1725년), 판돈녕부사 충혜공(忠惠公) 증 의정부좌찬성 낙건정 김동필(樂健亭 金東弼)의 딸
- 생조부 : 이정소(李廷熽), 현감(縣監)을 지냄
- 생부 : 이채(李埰), 1700년 - 1762년, 선조의 서 9남 경창군의 5대손.
- 생모 : 진주유씨(晋州柳氏, ? - ?, 진주인(晋州人) 유만중(柳萬重)의 딸.
  - 양 동생/생가 사촌동생 : 이유형(李惟馨, 본명은 유복(有福), 1730년 ~ ?), 삼촌 이기(李垍)의 아들
- 부인 : 달성군부인 달성 서씨(, ? ~ 1784년 5월 11일)[7][8], 현감 증 이조판서 서종수(徐宗秀)의 딸.
  - 양자(파양) : 달선군 이영(達善君 李泳, 1731년 1월 22일 ~ 1748년 11월 28일)
  - 양며느리 : 군부인 신씨(郡夫人 愼氏, 1730년 10월 9일 ~ 1786년 7월 13일), 거창인(居昌人) 신세동(愼世東)의 딸.
  - 양자 : 은신군 이진(恩信君 李禛, 1755년 1월 11일 ~ 1771년 3월 29일)[9][10]
  - 양며느리 : 군부인 남양 홍씨(郡夫人 洪氏, 1755년 - 1831년 3월 29일), 남양인(南陽人) 홍대현(洪大顯)의 딸, 홍대용의 종질녀
    - 양손자 : 남연군 이구(南延君 李球, 1788년 - 1836년), 은신군의 양자, 원종의 3남 능창대군 6대손 이병원의 아들.
- 양 외조부 : 김동필(金東弼, 1678년 ~ 1737년)
- 친 외조부 : 유만중(柳萬重)
- 장인 : 서종수(徐宗秀)
- 장모 : 기계유씨(杞溪俞氏), 통덕랑 증 의금부도사 유명량(俞命亮)의 딸

## 같이 보기
- 연령군
- 영조
- 달선군 (양장자)
- 은신군 (양차자)
- 은언군
- 남연군

## 참고 문헌
- 조선왕조실록, 선원속보(경창군파)
- 운현궁의 가계승계와 그들의 묘비

| 전임 연령군 (양아버지) | 제2대 계동궁 종주 1720년 ~ 1737년 | 후임 은신군 (양자) |